# NeoOffice
NeoOffice je kancelářský balík pro operační systém macOS, jehož vývoj začal již v roce 2003. Jde o spojení dvou známých open-source balíků Apache OpenOffice a LibreOffice. NeoOffice se skládá z textového procesoru, tabulkového procesoru, grafického editoru a prezentačního nástroje. Tyto dokumenty je možné vytvářet v nativním formátu ODF (OpenDocument). Kompatibilita formátů MS Office je dostatečná pouze u jednoduchých dokumentů.
Aktuálně je balík rozdělen na dvě verze, a to plnohodnotnou verzi, která je ke koupi na Mac App Store a verzi Viewer, která je zdarma a slouží pouze pro úpravu a tisk. Není v ní však možné vytvořené soubory ukládat.

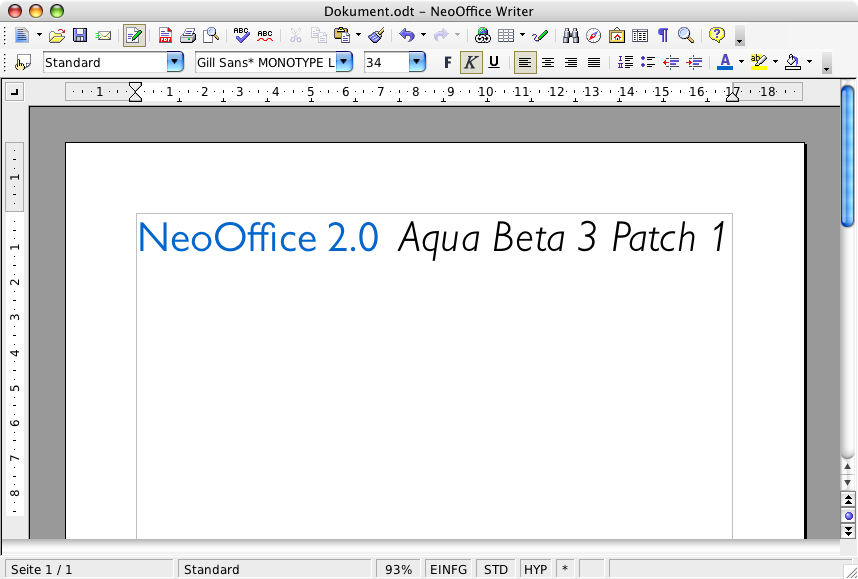
Ukázka prostředí NeoOffice Writer verze 2.0